# Gemma Spofforth
Gemma Spofforth (* 17. November 1987 in Shoreham-by-Sea, England) ist eine britische Schwimmerin.

## Werdegang
Spofforth ist eine Spezialistin über die 100- und 200-Meter-Rückendistanz. 2004 bei den Kurzbahneuropameisterschaften in Wien gewann sie mit dem Erreichen des dritten Platzes über 200 Meter Rücken ihre erste Medaille bei internationalen Titelkämpfen.
Bei den Olympischen Sommerspielen 2008 in Peking blieb sie über 100 Meter Rücken um nur vier Hundertstel hinter der US-Amerikanerin Margaret Hoelzer und somit der Bronzemedaille. Mit dieser Zeit von 59,38 s verbesserte zugleich den erst wenige Monate zuvor aufgestellten Europarekord der Russin Anastassija Sujewa um drei Hundertstel.
Des Weiteren scheiterte sie als Gesamtneute nur knapp bei der Entscheidung über 200 Meter Rücken an der Finalteilnahme.
Die Schwimmweltmeisterschaften 2009 in Rom stellen ihren bisherigen Karrierehöhepunkt dar. Dort gewann sie überraschend Gold über die 100 Meter Rücken in Weltrekordzeit von 58,12 s Bei den Commonwealth Games 2010 in Neu-Delhi wurde sie dreimal Zweite.

## Rekorde
| Weltrekorde (1)        | Weltrekorde (1) | Weltrekorde (1) | Weltrekorde (1) |
| ---------------------- | --------------- | --------------- | --------------- |
| 100 m Rücken           | 00:58,12 min    | 28. Juli 2009   | Rom             |
| (Stand: 28. Juli 2009) |                 |                 |                 |